# Hans Spemann
Hans Spemann, nemški embriolog, nobelovec, * 27. junij 1869, Stuttgart, Kraljevina Württemberg (danes Nemčija), † 9. september 1941 (v nekaterih virih 12. september), Freiburg.
Spemann se je proslavil z izredno natančnim pristopom k eksperimentalni embriologiji. Leta 1935 je prejel Nobelovo nagrado za fiziologijo ali medicino za odkritje učinka organizacijskih centrov v embrionalnem razvoju živali.

## Življenje in delo
Rodil se je v družini založnika v Stuttgartu in tam obiskoval srednjo šolo. Po tistem je nekaj časa delal v očetovem podjetju in odslužil vojaški rok, nato pa vpisal študij medicine na Univerzi v Heidelbergu, kjer se je usmeril v embriologijo. Med enoletnim kliničnim usposabljanjem na Univerzi v Münchnu prevladalo njegovo zanimanje za zoologijo, zato je odšel na Univerzo v Würzburgu, kjer je delal na tamkajšnjem zoološkem inštitutu pri Theodorju Boveriju, Juliusu Sachsu in Wilhelmu Röntgenu. Tam je leta 1895 pod Boverijevim mentorstvom doktoriral iz zoologije, botanike in fizike.
Po doktoratu je postal sodelavec univerze in pričel s serijo poskusov, v katerih je posegal v normalen razvoj močeradov in preučeval vpliv presajanja telesnih delov zarodkov na rast. Kmalu je pričel s serijo poskusov, v kateri je s tankimi dlačicami prevezoval zelo zgodnje stadije zarodkov in ugotovil, da je območje okrog odprtine (blastopore) v stadiju blastule ključni organizacijski center zarodka, ki usmerja razvoj telesnih osi.
Nekaj let kasneje je postal predavatelj zoologije in primerjalne anatomije na Univerzi v Rostocku. V tem času je raziskoval razvoj vretenčarskega očesa. Razvil je koncept »organizatorja« ko je presajal zarodne plasti in spoznal, da je mezoderm očesne votline ključni sprožilec (»induktor«) razvoja leče - ektoderm nad tistim delom možganov, kjer se razvije oko, se vedno razvije v lečo, ne glede na to od kod je presajen. Nasprotno je Spemann lahko sprožil razvoj očesnih leč kjerkoli na telesu zarodka s tem, da je mezoderm presadil tja.
Leta 1914 je bil imenovan na vodilni položaj v Inštitutu za biologijo cesarja Wilhelma v Berlinu (Kaiser-Wilhelm-Institut für Biologie, danes Svobodna univerza v Berlinu) in pet let kasneje za predavatelja zoologije na Univerzi v Freiburgu, kjer je deloval do svoje upokojitve leta 1935. Tu je izvedel celo serijo poskusov s presajanjem zarodnih plasti iz zelo zgodnjih stadijev zarodka med osebki in celo med različnimi vrstami, predvsem s ciljem demonstrirati pomembnost mezoderma v razvoju. V ta namen je razvil vrsto mikrokirurških pripomočkov in tehnik, pripomogla pa mu je tudi njegova doktorska študentka Hilde Mangold. Odkritja sta leta 1924 objavila v vplivnem članku »Über Induktion von Embryonalanlagen durch Implantation artfremder Organisatoren« (O indukciji embrionalnih zasnov z implantacijo organizatorjev tuje vrste). Med drugim je ugotovil, da presajanje teh struktur na zarodke v kasnejših fazah ni imelo vpliva, kar je pomenilo, da obstajata dva razreda »organizatorjev« - primarni, kot je mezoderm blastule, in sekundarni, kot je mezoderm očesne votline, ki izraža svoj vpliv še takrat, ko primarni nima več učinka. Pod njegovim vodstvom je v Freiburgu nastal pomemben center eksperimentalne embriologije, kjer se je poleg Hilde Mangold izšolalo več znanih embriologov, med njimi Viktor Hamburger, Johannes Holtfreter in drugi.
Pod vplivom Augusta Paulyja, ki ga je spoznal med študijem v Münchnu, je bil Spemann po prepričanju holist; procese, ki jih je preučeval, je razumel na ravni organizma kot celote in je zavračal redukcionistične razlage konca 19. stoletja, ki so primerjale živa bitja s stroji. Zato ni poskušal svojih raziskav nasloniti na sodobna odkritja v celični biologiji in genetiki s preloma 20. stoletja. Zgrožen je bil, ko je njegov študent razkosal regijo organizatorja na več delov in dosegel isti učinek s presaditvijo v nove zarodke, tudi če je celice pred tem ubil z vročino; ta rezultat je Spemann le s težavo sprejel. Več kasnejših zgodovinarjev in filozofov znanosti mu je zato pripisalo vitalistične ideje, čeprav je svoje teorije striktno osnoval na poskusih ter opazovanjih.
Leta 1935 se je upokojil in postal častni profesor Univerze v Freiburgu. Tega leta je »za odkritje učinka organizatorja v embrionalnem razvoju« kot prvi embriolog prejel Nobelovo nagrado za fiziologijo ali medicino. Kasneje je svoje raziskave povzel v knjigi Experimentelle Beiträge zu einer Theorie der Entwicklung (Eksperimentalni prispevki k teoriji razvoja, 1938). V tem času je prihodnji generaciji embriologov predlagal »fantastičen« poskus, v katerem bi iz neoplojenega jajčeca odstranili jedro in ga nadomestili z že diferenciranim jedrom iz drugega organizma, kar bi odgovorilo na vprašanje, ali lahko iz tega jedra nastane cel organizem. Prve poskuse kloniranja s prenosom jeder je napredek tehnologije omogočil šele desetletje po njegovi smrti.